# Cleviceras
A Cleviceras a fejlábúak (Cephalopoda) osztályának fosszilis Ammonitida rendjébe, ezen belül a Hildoceratidae családjába tartozó nem.
Egyes kutatók szerint, ez a taxon és a beletartozó fajok, az Eleganticeras nembe sorolandók.

## Tudnivalók
A Cleviceras-fajok a kora jura kor végén a toarci korszak idején éltek, mindegy 183-175,6 millió évvel ezelőtt. Egyesek szerint már a korábbi korszakban, a pliensbachiban jelentek meg.
Maradványaikat a következő kontinenseken és országokban találták meg: Európa, Kanada, Japán, Tibet, Szibéria, Afrika és Dél-Amerika.

## Rendszerezés
A nembe az alábbi 3 faj tartozik:
- Cleviceras exaratum Young & Bird, 1828 - típusfaj
- Cleviceras elegans Sowerby, 1815
- Cleviceras chrysanthemum Yokoyama, 1904

## Fordítás
- Ez a szócikk részben vagy egészben  a   Cleviceras című angol Wikipédia-szócikk ezen változatának fordításán alapul.  Az eredeti cikk szerkesztőit annak laptörténete sorolja fel. Ez a jelzés csupán a megfogalmazás eredetét és a szerzői jogokat jelzi, nem szolgál a cikkben szereplő információk forrásmegjelöléseként.